# Euphemia Haynes
Martha Euphemia Lofton Haynes (11 septembre 1890, Washington - 25 juillet 1980, Washington) est une mathématicienne et éducatrice américaine. Elle est la première femme afro-américaine à obtenir un doctorat en mathématiques, qu'elle obtient de l'université catholique d'Amérique en 1943.

## Biographie
Euphemia Lofton est le premier enfant et fille unique de William S. Lofton, dentiste et financier, et de Lavinia Day Lofton. Elle est médaillée de la M Street High School en 1907, puis est diplômée de la Washington Miner Normal School avec distinction en 1909. Elle obtient ensuite une licence en mathématiques et en psychologie du Smith College en 1914. En 1917, elle épouse Harold Appo Haynes. Elle obtient une maîtrise en éducation de l'université de Chicago en 1930. En 1943, elle reçoit un doctorat de l’université catholique d’Amérique avec une thèse, dirigée par Aubrey Landrey, intitulée La Détermination de séries de conditions indépendantes caractérisant certains cas particuliers de correspondances symétriques,.
Euphemia Haynes « a énormément contribué au système éducatif du district de Columbia. » Elle a enseigné pendant 47 ans dans les écoles publiques de Washington. En 1966, elle est devenue la première femme à présider le conseil scolaire de D.C. Elle a enseigné en première année aux écoles Garrison et Garfield et en mathématiques à l'école secondaire Armstrong. Elle a enseigné les mathématiques et a été directrice du département de mathématiques à la Dunbar High School. Haynes était professeure de mathématiques au Miner's Teachers College, où elle dirigeait la division de mathématiques et de formation aux affaires, un département qu'elle avait créé.
Elle prend sa retraite du système scolaire public en 1959, mais crée ensuite le département de mathématiques du Miners Teacher's College. Elle enseigne également à temps partiel à l'université Howard. Euphemia Haynes est impliquée dans de nombreuses activités communautaires. Elle est première vice-présidente du Conseil archidiocésain des femmes catholiques, présidente du conseil consultatif de la Fides Neighbourhood House au Comité de la protection sociale internationale, membre du comité exécutif de l'Assemblée nationale de la protection sociale, secrétaire et membre du comité exécutif du Conseil de la santé et du bien-être de D.C., des comités locaux et nationaux de la United Service Organization, membre de la Conférence nationale des chrétiens et des juifs, du Conseil interracial catholique de Washington, de la Ligue urbaine, de la NAACP, de la Ligue des femmes électrices et du Association américaine des femmes universitaires. De plus, le pape Jean XXIII lui a décerné la décoration d’honneur papale, Pro Ecclesia et Pontifice, en 1959.

## Postérité
Euphemia Haynes décède d’une crise cardiaque le 25 juillet 1980 dans sa ville natale de Washington. Elle avait créé un fonds d’affectation spéciale pour financer une chaire de professeur et un fonds de prêts aux étudiants à la School of Education, donnant 700 000 dollars à l'université catholique. Ses papiers de famille sont conservés dans les archives de l'université catholique.
En 2004, l’école à charte E.L. Haynes à Washington, est nommée en son honneur. L’université catholique d’Amérique a créé le prix Euphemia-Lofton-Haynes pour récompenser des étudiants en mathématiques juniors exceptionnels qui ont fait preuve d’excellence et de promesses dans leur étude des mathématiques.